# Howard Lew Lewis
Howard Lew Lewis (Londen, 21 augustus 1941 – Edinburgh, 20 januari 2018) (geboren als Howard R. Lewis) was een Brits komiek en acteur die bekendheid verwierf met zIjn rollen in komische televisieseries zoals Maid Marian and her Merry Men en Chelmsford 123. Hij speelde ook in een aantal films en verleende zijn stem aan Obelix in de film Asterix in Amerika.

## Filmografie
Lewis speelde in verscheidene films maar meestal in kleine rollen. Belangrijker rollen speelde hij onder andere in Terry Gilliam's film Brazil (1985) en in Robin Hood: Prince of Thieves (1991).
| Jaar | Titel                         | Rol                      | Opmerkingen  |
| ---- | ----------------------------- | ------------------------ | ------------ |
| 1980 | The Mouse and the Woman       | Dokter                   |              |
| 1983 | Fords on Water                | Man in toiletten         |              |
| 1985 | Brazil                        | Tweede Black Maria Guard |              |
| 1991 | Robin Hood: Prince of Thieves | Hal                      |              |
| 1992 | Chaplin                       | Workhouse Official #1    |              |
| 1993 | Shadowlands                   | Ober in tearoom          |              |
| 1994 | Asterix in Amerika            | Obelix                   | Engelse stem |
| 1998 | The Tichborne Claimant        | Hotelmanager             |              |
| 2000 | Quills                        | Eerste verkoper          |              |
| 2001 | Girl from Rio                 | Taxichauffeur #2         |              |
| 2003 | Chaos and Cadavers            | Taxichauffeur            |              |
| 2004 | The Baby Juice Express        | Kent                     |              |
| 2007 | Small Town Folk               | Knackerman #1            |              |